# Anabaptisme

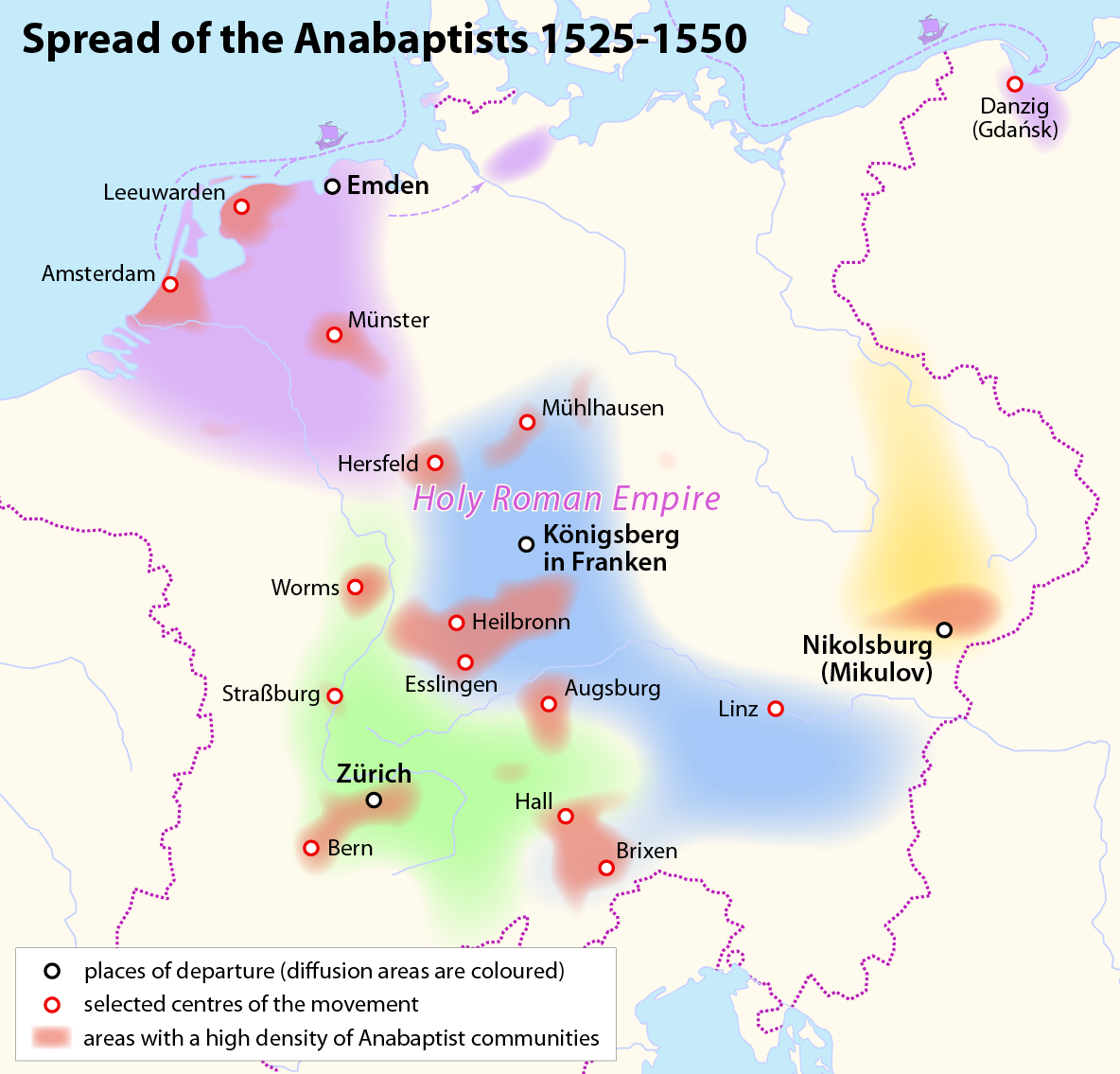
Verspreiding van het anabaptisme over West-Europa in de periode 1525-1550
Nederlandse Doopsgezinden
(verspreid vanuit Emden)
Zuid- en Centraal-Duitse anabaptisten
(verspreid vanuit Königsberg in Franken)
Zwitserse Broeders
(verspreid vanuit Zürich)
Hutterieten
(verspreid vanuit Nikolsburg)

Anabaptisme (Grieks ἀνά (opnieuw, dubbel) + βαπτίζω (dopen), dus "herdopen") is een kerkelijke stroming daterend uit de tijd van de Reformatie. Zij verschilt van andere reformatorische bewegingen op een aantal punten; een sterke scheiding van kerk en staat, waarbij de kerk en haar leden zich niet inmengen in politiek, de radicale verwerping van iedere vorm van geweld, zonder uitzondering te maken voor verdediging, en de gelovigendoop. Omdat destijds iedereen al als kind was gedoopt, betekende het voorbehouden van de doop aan volwassen gelovigen dat men opnieuw gedoopt moest worden. Daarom worden zij ook wel wederdopers genoemd. Zelf gaven zij de voorkeur aan de aanduiding dopers.
Menno Simons, voormalig Katholieke priester, leidde met gevaar voor eigen leven een groeiende groep in Friesland om zelf de bijbel te onderzoeken en te lezen in de eigen taal, en te wederdopen op basis van het eigen geloof.
Van 1532 tot 1535 ging een deel van de Nederlandse anabaptisten, ondanks de prediking ertegen van Menno Simons, mee met een revolutionaire beweging onder leiding van de lutherse Melchior Hoffman. Ze namen Münster met geweld over en riepen het uit tot het Nieuwe Jeruzalem. Deze beweging had haar hoogtepunt rond 1534 met de anabaptistische opstand en het rijk van Jan van Leiden. De münsterieten werden door de Nederlandse staat steevast anabaptisten genoemd, zonder onderscheid te maken op de grote theologische verschillen, zodat zij gemakkelijker de overige vredelievende anabaptisten in Nederland konden vervolgen.
Nadat de opstand was onderdrukt, kwam het grootste deel van de doperse beweging onder leiding van Menno Simons in rustiger vaarwater. Tot zijn volgelingen, die internationaal als mennonieten worden aangeduid, behoren uiteenlopende groepen als de progressieve doopsgezinden in Nederland en de conservatieve amish.
Het anabaptisme beïnvloedde de dooppraktijk van het baptisme, de evangelische kerken en de pinkstergemeenten. De doperse opvatting, dat de christelijke gemeenten onafhankelijk van de staat dienden te zijn, liep vooruit op de moderne scheiding van kerk en staat.

## Theologie
De dopers waren een beweging met een aantal verschillende groepen met eigen theologische opvattingen. De belangrijkste gemeenschappelijke kenmerken van de dopers zijn de opvatting dat wedergeboorte de voorwaarde is voor het toedienen van de doop en dat daarom alleen volwassenen gedoopt mogen worden, en de visie op de kerk als een vereniging op basis van vrijwilligheid, los van invloed van de staat. Op deze punten braken de dopers met de middeleeuwse traditie waarin de samenleving gezien werd als een christelijke maatschappij (het corpus christianum) en liepen zij vooruit op de moderne scheiding van kerk en staat.
De dopers legden grote nadruk op het handhaven van de zuiverheid van de eigen gemeenten. Verschillen in opvatting over de omgang met zondaars en de mate van wereldmijding leidden tot een grote versplintering van de beweging. Algemene kenmerken van de doperse levensstijl waren hun pacifisme, de weigering om de eed af te leggen en een sobere levensstijl. De doperse gemeenten werden geleid door lekenpredikers en niet door academisch geschoolde theologen.
De uitleg van de Bijbel kon zowel letterlijk zijn als vergeestelijkend. De biblicistische stroming kreeg in de tweede helft van de zestiende eeuw duidelijk de overhand en de spiritualisten verloren aan aanhang binnen de doperse beweging.
Johan Huizinga wijst in zijn levensbeschrijving van Erasmus op overeenkomsten tussen zijn denken en het anabaptisme: “de neiging tot erkenning van de vrije wil, zeker rationalistische strekkingen, de tegenzin tegen een exclusief kerkbegrip” (J. Huizinga, Erasmus, 1985 (8e druk), p. 200).

## Ontwikkelingsgeschiedenis

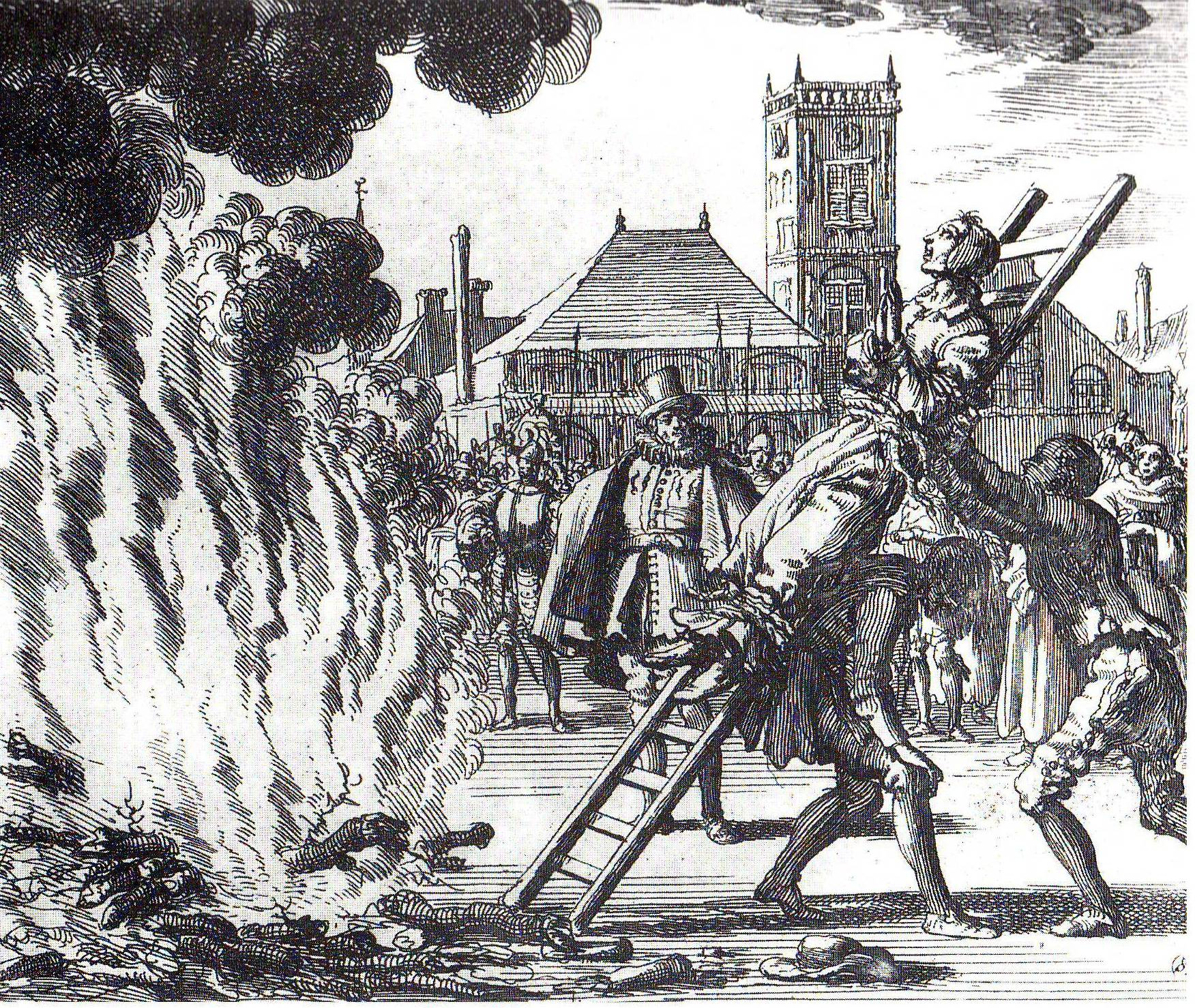
Anneken Hendriks was een huisvrouw in Friesland, doperse sinds 1552. In oktober 1571 werd ze geïdentificeerd in Amsterdam en ter dood veroordeeld. De beul werd bevolen om haar mond te vullen met buskruit en haar, vastgebonden aan een ladder, op een bed van gloeiende kolen te gooien. (Ets van Jan Luyken)

Het anabaptisme ontstond in Zürich. De leider van de Reformatie in Zürich, Ulrich Zwingli, sprak zich in 1523 in een studiekring uit voor de volwassendoop. Maar toen bleek dat de stadsraad van Zürich om politieke redenen niet van de kinderdoop af wilde, (kinderdoop betekende tevens inschrijving in de stadsregisters) herzag Zwingli zijn standpunt. Zijn leerlingen Konrad Grebel, Jörg Blaurock en Felix Manz waren het hier niet mee eens en wezen ook Zwingli's onderworpenheid aan de overheid af. In 1525 doopte Konrad Grebel Jörg Blaurock in Zollikon. Hier vormden zij de eerste doperse gemeente, die meteen bestreden werd door Zwingli. Hij gaf hun de naam anabaptisten in aansluiting op de kerkvader Augustinus die zijn donatistische tegenstanders zo had genoemd, omdat zij zich over lieten dopen wanneer de doop door een in hun ogen onwaardige priester was bediend. Naast Zwingli spraken ook de andere reformatoren zoals Maarten Luther en Johannes Calvijn zich op theologische gronden uit tegen de volwassendoop.
Doordat het gedoopt zijn een belangrijk onderdeel was van de identiteit van de burgers werden degenen die de zuigelingendoop niet erkenden als ondermijners van de stedelijke eenheid beschouwd. De Zürichse magistraat voerde een harde politiek tegen de dopers. De eerste martelaar uit de beweging werd Felix Manz. Hij werd in januari 1527 omgebracht door verdrinking, een symbolische straf voor een "wederdoper". De doperse beweging ging hierop "ondergronds". Dit verhinderde echter niet dat zij zich in korte tijd door een groot deel van Europa verspreidden.
Veel Zwitserse dopers ontvluchtten daarom hun land. De belangrijkste was Balthasar Hubmaier. Hij reisde eerst naar het zuiden van Duitsland waar hij Hans Denck doopte. Deze was beïnvloed door de revolutionair en spiritualist Thomas Müntzer, een van de leiders van de Duitse Boerenoorlog in 1524. Hiermee kreeg het spiritualisme tijdelijk invloed binnen de doperse beweging en werd in de ogen van de autoriteiten het revolutionaire karakter van de dopers bevestigd. Hubmaier vestigde zich in 1526 in Mikulov in Moravië. Hier kregen de dopers van de vorsten van Liechtenstein, die kolonisten zochten, geloofsvrijheid. Toen Hubmaier terugkeerde naar zijn geboorteplaats Waldshut en daar een gemeente stichtte werd hij gevangengenomen en in 1528 in Wenen op de brandstapel gedood. In 1533 kreeg Jakob Hutter de leiding van de gemeenten in Moravië en voerde de gemeenschap van goederen in. Uit deze gemeenten ontstonden later de Hutterieten.
Vanuit Zürich was ook in Straatsburg een doperse gemeente ontstaan. Hier kwam in 1529 Melchior Hofmann, een van oorsprong lutherse lekenprediker die er chiliastische ideeën op nahield. Hij verwachtte dat in 1533 het Duizendjarig Rijk op aarde zou beginnen. Omdat hij gearresteerd dreigde te worden ontvluchtte hij in 1530 de stad en werd de belangrijkste prediker van de doperse ideeën in het noorden van Duitsland en de Nederlanden. Waar Hofmann nog pacifistisch was en geweld afwees, waren verschillende van zijn leerlingen bereid om de komst van dat Duizendjarig Rijk met geweld te bevorderen. Onder leiding van Jan Matthijs en later Jan van Leiden werd de stad Münster in 1533 uitgeroepen tot het Nieuwe Jeruzalem. Jan van Leiden voerde een schrikbewind en de stad werd in 1535 weer veroverd door de bisschop, ondanks pogingen van Nederlandse dopers om de stad te ontzetten.
De nederlaag in Münster betekende nog niet het einde van het revolutionaire anabaptisme. In 1535 werd nog een mislukte aanslag op Amsterdam uitgevoerd, het wederdopersoproer, en in de jaren daarna maakten de aanhangers van Jan van Batenburg de Nederlanden onveilig. Hij werd in 1537 gevangengenomen, waarna het pacifisme ook in de Nederlanden weer een belangrijk kenmerk van de doperse beweging werd.
Belangrijke leiders van de pacifistische dopers waren Menno Simons, die pastoor van het Friese Witmarsum was geweest, en Dirk en Obbe Philips. Zij wisten uiteindelijk ook de overhand te krijgen op een meer spiritualistische, gnostische stroming die geleid werd door David Joris. Op de katholieke overheid maakte de overgang naar het pacifisme weinig indruk en de dopers werden hevig vervolgd als ketters en oproerkraaiers. De inquisitie in de Nederlanden heeft in de periode 1520 tot 1570 ongeveer 2000 mensen wegens hun geloofsovertuiging laten executeren waarvan de meerderheid anabaptisten waren.

## Doorwerking
De doperse beweging staat internationaal bekend als mennonieten of menisten, in Nederland als doopsgezinden. Aanvankelijk waren alle doperse stromingen sterk gericht op zuiverheid en vermeden zij deelname aan het bestuur van steden en landen. De verschillende opvattingen over de mate waarin de kerkelijke tucht diende te worden toegepast zorgde voor een grote verbrokkeling. In Nederland kende men bijvoorbeeld Waterlandse, Hoogduitse, Friese en Vlaamse doopsgezinden, die vaak ook nog in "jonge" en "oude" verdeeld waren. In de jaren 1550/1560 waren er anabaptische kernen in de Zuidelijke Nederlanden: Antwerpen, Gent, Brugge, Hondschoote en Zuid-West-Vlaanderen. Vanaf 1650 ontwikkelde zich een meer open stroming die de verdeeldheid binnen de doopsgezinde gemeenschap nog groter maakte. In de achttiende eeuw kregen verlichte opvattingen steeds meer invloed binnen de gemeenten en in de negentiende en twintigste eeuw stonden de doopsgezinden als vrijzinnig bekend.
Nederland liep met deze ontwikkeling internationaal uit de pas. De andere mennonitische gemeenschappen bleven sterk op zichzelf staan en bestonden vooral uit agrarische kolonies in recent ontgonnen gebieden in Oost-Europa en Noord-Amerika. Met name de amish en de hutterieten staan bekend om hun afwijzing van veel verworvenheden van de moderne tijd. In de twintigste eeuw ontwikkelde de hoofdstroom van de Amerikaanse mennonieten zich tot een brede protestantse geloofsgemeenschap die zich met name door haar pacifisme kenmerkt.
Het baptisme wordt niet tot de mennonitische beweging gerekend, hoewel ook deze stroming zich kenmerkt door de toepassing van de volwassendoop. Het baptisme heeft zijn wortels binnen het Engelse puritanisme en ontstond in 1609 toen de predikant John Smyth tijdens zijn ballingschap in Amsterdam kennis maakte met de doopsgezinden. Baptisten kennen echter niet de weerloosheid en de weigering om de eed te zweren, die de mennonieten kenmerkt. Hun theologie is ook sterker door het calvinisme beïnvloed.

## Bekende anabaptisten
- Jan van Batenburg (1495-1538), wederdoper uit de Nederlanden, leider van de Batenburgers of Zwaardgeesten
- Hans Denck (c. 1495-1527)
- Konrad Grebel (c. 1498-1526)
- Balthasar Hubmaier (1485-1528), Duitse theoloog
- Jakob Hutter (c. 1500-1536)
- David Joris (1501-1556), Vlaams-Nederlands glasschilder, rederijker, predikant en christelijk schrijver
- Jan van Leiden (1509-1536), Nederlandse kleermaker en predikant, leider van de radicale wederdopers en hun regering in Münster
- Felix Manz ((c. 1498-1527), medestichter van de originele Schweizer Brüder in Zürich, Zwitserland
- Obbe Philips (begin 16e eeuw), Nederlands barbier, leider van de Obbieten
- Michael Sattler (1490-1527)
- Menno Simons (ca.1496-1561), Nederlands reformator, leider van de Mennonieten